# Jonathan Deal
Jonathan Deal, né en 1958 est un  écologiste, photographe sud-africain et fondateur de Treasure Karoo Action Group.

## Biographie
Originaire de Karoo en Afrique du Sud, Jonathan mène une campagne en 2011 pour la lutte contre la fracturation hydraulique où il publie un article de journal  sur les projets de la compagnie pétrolière Shell et plus tard fonde la Treasure Karoo Action Group  où lui et son entreprise remporte plusieurs prix à savoir : le prix spécial de l’environnement WESSA en 2011, en remportant la catégorie NPO pour 2012 aux Mail & Guardian Greening the Future Awards, le prix annuel de l’environnement du Conseil de l’habitat pour 2012 et ayant été sélectionné comme finaliste pour le prix Eco Warrior d’Enviropaedia  ,.
Jonathan mène sa lutte contre la Royal Dutch Shell Plc (RDSa.L) et obtient un moratoire national sur la fracturation hydraulique . Il reçoit le prix Goldman pour l’environnement pour sa lutte à San Francisco le 15 avril 2013 .

## Publications
- (en) Jonathan Deal, Timeless Karoo, South Africa, Penguin Random House South Africa, 2007, 208 p. (ISBN 9781775845669, OCLC 1100928209, présentation en ligne)[5]